# Ō

Ō, ō는 마오리어의 문자로 사용된다. [ɔ]의 장음에 대한 문자이다.

## 관련 문자
- Ā, ā
- Ē, ē